# 東山島戦役
東山島戦役は、1953年7月15日から18日にかけて、中国福建省東山島に対し、中華民国の中華民国国軍が同島に侵攻したことにより起きた戦闘である。

## 背景
国共内戦の結果、1949年に中国国民党率いる中華民国政府は中国大陸での統治権を喪失し、台湾に移転したが、中国西南部の山岳地帯および東南沿岸部の島嶼一帯では中国共産党に対する軍事作戦を継続していた。しかし1950年になると、舟山群島、海南島が中国共産党の人民解放軍に奪取され、また西南部でも人民解放軍がビルマ国境地帯に進攻したため、国民党は台湾および福建省や浙江省沿岸の一部島嶼（金門島、大陳島、一江山島）のみを維持するに留まり、東シナ海沿岸での海上ゲリラ戦術で共産党に対抗していた。
1950年6月の朝鮮戦争勃発で共産党政権が台湾どころではなくなったため人民解放軍は台湾海峡での軍事行動を停止した。これを機に国民党は反撃を幾度か試み、 1952年の南日島戦役では上陸用舟艇を使った上陸作戦を行い、勝利を収めた。

## 侵攻
1953年7月15日の夜明け前に上陸部隊を乗せた海軍艦艇13隻と30隻のジャンク船が国民党支配下の金門島を出港し、東山島に上陸した。
中華民国国軍は上陸に成功したが、人民解放軍の守備隊の迫撃砲の砲撃により三隻の揚陸艦艇を失う被害を被った。人民解放軍守備隊は上陸地点から見て島の反対側にある八尺門に立て篭もり、中華民国軍は空挺作戦により制圧を試みたが失敗し、大損害を被った。中華民国軍が島を制圧しきれないうちに17日に大陸側から人民解放軍の援軍が到着すると中華民国軍は撤退した。

## 結果
国民党政権は東山島での戦い以降、大陸沿岸への上陸作戦は二度と実行しなくなった。以後は小規模な襲撃作戦を行うのみとなった。